# Francesco Lo Bianco
Francesco Lo Bianco (Roma, 1908 – Bardia, 4 gennaio 1941) è stato un militare italiano, insignito della medaglia d'oro al valor militare alla memoria nel corso della seconda guerra mondiale.

## Biografia
Nacque a Roma nel 1908, figlio di Cesare. 
Conseguita la laurea in lettere e filosofia lavorò come insegnante di storia antica negli istituti medi. Arruolato nel Regio Esercito  nel 1933 fu nominato sottotenente di complemento dell'arma di fanteria, e nel 1935 prestò servizio di prima nomina presso l'81º Reggimento fanteria. Posto in congedo, fu nominato capomanipolo nella Milizia Volontaria Sicurezza Nazionale nel 1936 e per quattro anni fu incaricato della istruzione premilitare nel I e nel II Battaglione premilitari. All'atto dell'entrata in guerra del Regno d'Italia, avvenuta il 10 giugno 1940, chiese, ed ottenne, di essere destinato ad un reparto combattente e nel novembre dello stesso anno partì per l'Africa Settentrionale Italiana in forza al CXIV battaglione CC.NN. mobilitato, 219ª Legione CC.NN. della 1ª Divisione CC.NN. "23 marzo". Cadde in combattimento a Bardia il 4 gennaio 1941, e fu decorato con la medaglia d'oro al valor militare alla memoria.

### Fonti
1. 1 2 3 4 5  Combattenti Liberazione.
2. 1 2 3  Gruppo Medaglie d'Oro al Valor Militare 1965, p. 527.
3. ↑   Medaglia d'oro al valor militare Lo Bianco, Francesco, su quirinale.it, Quirinale. URL consultato l'11 luglio 2021.